# Högebjärs naturreservat
Högebjär är ett naturreservat i Bonderups socken i Lunds kommun i Skåne.
Området är naturskyddat sedan 2006 och är 29 hektar stort. Reservatet är en enefäladsmark på Romelåsen.